# Feddersen
Feddersen er en gammel sønderjysk slægt, hvis stamfader, Nis Jensen, var fader til Fedder Nissen, begge gårdmænd i Silderup. Sidstnævntes søn, købmand og rådmand i Rudkøbing Nis Feddersen (1631-1691), var fader til købmand og rådmand i Flensborg Peter Feddersen (1664-1732), denne igen til den fintdannede og kundskabsrige konferensråd Nicolai Feddersen (1699-1769), der som magistratspræsident i Christiania vandt megen yndest. Hans som digterinde kendte hustru, Ditlevine Collett, fødte ham bl.a. sønnerne justitiarius i Højesteret, gehejmekonferensråd Peter Feddersen (1750-1822) og assessor i Hof- og Stadsretten, justitsråd Ditlev Frederik Feddersen (1754-1810); de efterlod ikke børn.
Købmand i Flensborg Heinrich Feddersen (1711-1744), en broder til ovennævnte konferensråd, blev fader til advokat ved Overretterne i Altona Peter Feddersen (1742-1821). Dennes ene søns afkom blomstrer i udlandet, en anden søn, amtsforvalter i Rendsborg, etatsråd Peter Feddersen (1765-1845), var fader til borgmester og byfoged i Roskilde, justitsråd Peter Feddersen (1800-1869) – blandt hvis sønner her skal nævnes professor Arthur Frederik Feddersen (1835-1906) og lægen Gustav Feddersen (1844-1923) – og til kammerherre, guvernør Hans Ditmar Frederik Feddersen (1805-1863). Denne var fader til kontorchef Peter Colbjørn Feddersen (1846-1920), der 1883-1913 var sekretær hos konseilspræsidenten, og til stiftamtmand over Lolland-Falsters Stift, kammerherre Gustav Hakon Valdemar Feddersen (1848-1912), hvis hustru, Astrid baronesse Stampe (1852-1930) tog aktiv del i den danske kvindesagsbevægelse.
Fedder Jensen Feddersen var fader til Broder Feddersen, kapellan ved Garnisons tyske menighed i København og senere sognepræst til Kaltenkirchen (1749-1797), var fader til etatsråd Polycarpus Andreas Henrik Feddersen (1791-1851), hvis datter Regine Vilhelmine Margrethe Feddersen (1817-1875) ægtede Thyge de Thygeson (1806-1905).
Læge Gustav Feddersen (1844-1923) gift med Gotfrieda Lorenze Holmer, far til Poul, Tage & Klara Feddersen.  Paul gift med Ah-Lui Low (3 sønner, Gustav, Aksel & Erik), Tage gift med Elise (2 sønner, Karsten & Ole) og Klara gift med Jean Gauguin (1 søn, Pierre).